# محمد علي الأنصاري
محمد علي الأنصاري محمد علي (إنقونا) وهو مجاهد ضد الإحتلال الفرنسي من قبائل الأنصار في منطقة تمبكتو في مالي حاليا، وإغتاله الفرنسيون عام 1897.

## حياته[بحاجة لمصدر]
تولى قيادة الأنصار في بلاد أزواد(مالي) ما بين 1250 هـ إلى 1318 هـ وكانت المعارك بين الأنصار وبعض قبائل أزواد قد نشبت منذ 1195 هـ وقاد أكثرها في حياته وكان رجلا موسوما بالشجاعة والنكاية في الأعداء إلى حسن السياسة وإصابة الرأي وحسن التدبير مع التقوى والورع وكان طويلا ضخما بعيد ما بين المنكبين، وكان مهيبا، مطاعا في قومه. وكان له مجلسان، مجلس حرب ومجلس علم وكلاهما في المسجد، وكان عامرا للمساجد ، ورجال المجلس الأول هم رجال المجلس الثاني، إذ لم يكن رجال الحرب إلا علماء ولم يكن العلماء إلا رجال الحرب وكانت جميع الأمور التي تدور حول الحرب أوغيره من شؤون الحياة والناس العامة في المسجد وكان يستند إلى سيرة الرسول في كافة حروبه، وبنفس العدد من الرجال وردد ماورد عن الرسول أنه قال: اللهم خذ العيون والأخبار أو كما قال ولم يكن معه ورجاله سوى السيوف والرماح والنبال ولكن كلمة الله تعلو ولايُعلى عليها ولما جاء الاستعمار الفرنسي لاجتياح منطقة أزواد أعلن القائد (إنقونا) محمد علي الأنصاري الجهاد في سبيل الله ضدهم وحرم الصلح معهم، كما فعل كثير من القبائل الذين صالحوا الفرنسيين ودخلوا تحت استعمارهم في آخر أمرهم بل تصدى للغزو الفرنسي بضراوة عجيبة وخاض ضدهم عدة معارك، ولم يستطيعوا إخضاعه رغم ما معهم من الأسلحة الفتاكة المتقدمة والمتطورة ومن أشهر قواد الكتائب في جيشه:
1. محمد بن الطاهر البطل والشاعر المشهور.

1. ألالوين بن الطاهر أخ لِهَمَّ السابق.

1. الشيخ العلامة إبراهيم بن (حلاّي) محمد الأمين.

1. محمد الهادي بن محمد أحمد أخ لأنغونا.

1. المنير بن محمد بن دوّى دوّى.

1. محمد المختار بن محمد المصطفى بن دوّى دوّى.

## وفاته
اغتاله الفرنسيون غدرا سنة 1318 هـ 1897 م بعد ما عجزوا عن قتله مواجهة. وباسمه تسمى الشيخ محمد على بن الطاهر الأنصاري حيث ولد في نفس سنة وفاة (إنقونا) 1897م، وكان ذلك من عادة أهل تلك البلاد أنه إذا توفي منهم عالم أو قائد مشهور سمّوا باسمه أبناءهم الذين ولدوا في سنة وفاته أو قريبا منها.

## المرجع
1. ↑  بابا/التنبكتي، أحمد (1 يناير 2013). "نيل الابتهاج بتطريز الديباج". Dar Al Kotob Al Ilmiyah دار الكتب العلمية. مؤرشف من الأصل في 2020-07-05. اطلع عليه بتاريخ 2020-07-05 – عبر Google Books.
2. ↑  Musa، Developed By Heba. "اليونسكو تجمع 11 مليون دولار لترميم التراث في مالي". بوابة اخبار اليوم. مؤرشف من الأصل في 2020-07-05. اطلع عليه بتاريخ 2020-07-05.
3. 1 2  "أطلنطس أفريقيا". عربي21. 26 إبريل 2020. مؤرشف من الأصل في 31 مايو 2020. اطلع عليه بتاريخ 5 يوليو 2020. {{استشهاد ويب}}: تحقق من التاريخ في: |تاريخ= (مساعدة)
4. ↑  "مدينة تينبكتو أو تمبكتو". www.alwatanvoice.com. مؤرشف من الأصل في 2012-05-06. اطلع عليه بتاريخ 2020-07-05.
5. ↑  خدشي، جلال عبده (1 يناير 2011). "عجائب الدنيا السبع (القديمة - الحديثة - المستقبلية - المرشحة)". Dar Al Kotob Al Ilmiyah دار الكتب العلمية. مؤرشف من الأصل في 2020-07-05. اطلع عليه بتاريخ 2020-07-05 – عبر Google Books.